# Archikatedra św. Franciszka Ksawerego w Adelaide
Archikatedra św. Franciszka Ksawerego w Adelaide (ang. St. Francis Xavier’s Cathedral) – kościół arcybiskupi archidiecezji Adelaide w Australii. Świątynia została zbudowana w stylu neogotyckim. Kamień węgielny pod budowę świątyni został wmurowany w 1856, budowa rozpoczęła się w 1887 i ukończona została dopiero w 1996. Świątynia posiada wieżę wysoką na 36 metrów.